# 24102 Jacquescassini
A 24102 Jacquescassini (ideiglenes jelöléssel 1999 VD9) a Naprendszer kisbolygóövében található aszteroida. Charles W. Juels fedezte fel 1999. november 9-én. Neve Jacques Cassini 17-18. századi francia csillagász emlékét őrzi.